# 海南蹄盖蕨
海南蹄盖蕨（学名：Athyrium hainanense），为蹄盖蕨科蹄盖蕨属下的一个植物种。